# Siow Yi Ting
Siow Yi Ting (ur. 7 czerwca 1984 w prowincji Negeri Sembilan) – malezyjska pływaczka, trzykrotna uczestniczka igrzysk olimpijskich (Sydney, Ateny, Pekin).

## Przebieg kariery
W 2000 roku reprezentowała Malezję na letnich igrzyskach olimpijskich w Sydney. Startowała w konkurencjach pływackich stylem klasycznym, na dystansie 100 metrów zajęła 32. pozycję z rezultatem 1:13,92 a na dystansie 200 metrów – 27. pozycję z rezultatem 2:34,52. Rok później wystartowała na rozgrywanych w Fukuoce mistrzostwach świata, tam również zajęła dalekie lokaty. W konkurencji 100 m st. klasycznym była na 30. pozycji (czas 1:14,47), w konkurencji 200 m tym samym stylem była na 23. pozycji (czas 2:38,07), natomiast w konkurencji 200 m st. zmiennym uplasowała się na 24. pozycji w końcowej klasyfikacji (uzyskując czas 2:23,02).
W 2004 startowała na letnich igrzyskach olimpijskich w Atenach. W ramach tych zmagań olimpijskich wzięła udział w konkurencjach 100 i 200 m st. klasycznym, a także w konkurencji na dystansie 200 m st. zmiennym. Podobnie, jak na poprzednich igrzyskach, każdorazowo odpadała w eliminacjach. Najlepszy wynik na igrzyskach osiągnęła w konkurencji 200 m st. klasycznym, zajmując 21. pozycję z rezultatem 2:33,89. Cztery lata później, na igrzyskach olimpijskich w Pekinie, rywalizowała w konkurencjach 200 m st. klasycznym i 200 m st. zmiennym. Zajęła odpowiednio 19. pozycję z rezultatem 2:27,80 oraz 29. pozycję z rezultatem 2:17,11.
Ostatni występ Malezyjki w zawodach międzynarodowych miał miejsce w 2013 roku, podczas rozegranych w Barcelonie mistrzostw świata. Brała udział w konkurencjach 100 i 200 m st. klasycznym oraz 200 i 400 m st. zmiennym, każdorazowo nie kwalifikując się do półfinału. Najlepszy wynik odnotowała w konkurencji 200 m st. klasycznym, uzyskując czas 2:31,99 dający jej 23. pozycję.

## Rekordy życiowe
| Konkurencja             | Data              | Miejsce      | Rezultat   |
| Basen 50 m              | Basen 50 m        | Basen 50 m   | Basen 50 m |
| ----------------------- | ----------------- | ------------ | ---------- |
| 50 m stylem klasycznym  | 29 lipca 2013     | Barcelona    | 0:33,28    |
| 100 m stylem klasycznym | 12 listopada 2011 | Dżakarta     | 1:10,55    |
| 200 m stylem klasycznym | 13 sierpnia 2008  | Pekin        | 2:27,80    |
| 50 m stylem motylkowym  | 26 lipca 2009     | Rzym         | 0:29,84    |
| 100 m stylem motylkowym | 4 sierpnia 2013   | Barcelona    | 1:07,70    |
| 200 m stylem zmiennym   | 10 grudnia 2009   | Wientian     | 2:14,57    |
| 400 m stylem zmiennym   | 16 maja 2013      | Kuala Lumpur | 4:53,10    |

Źródło: 